# Once Upon a Time (film 1910)
Once Upon a Time è un cortometraggio del 1910 diretto da Harry Solter e interpretato da King Baggot e Florence Lawrence.

## Produzione
Il film fu prodotto dall'Independent Moving Pictures Co. of America (IMP)

## Distribuzione
Il film - un cortometraggio di una bobina - uscì nelle sale statunitensi l'8 agosto 1910, distribuito dalla Motion Picture Distributors and Sales Company.